# Wybory generalne w Hondurasie w 2009 roku

Honduras na mapie Ameryki Północnej.

Wybory generalne w Hondurasie w 2009 roku – wybory prezydenckie, parlamentarne i lokalne w Hondurasie przeprowadzone 29 listopada 2009. W wyborach prezydenckich zwyciężył Porfirio Lobo Sosa, kandydat opozycyjnej Partii Narodowej Hondurasu, która z kolei wygrała wybory parlamentarne.
Wybory zorganizowane zostały przez rząd tymczasowy Roberto Michelettiego w sytuacji kryzysu politycznego spowodowanego zamachem stanu z czerwca 2009. Obalony wówczas prezydent Manuel Zelaya oraz część społeczności międzynarodowej zakwestionowali legalność głosowania i zapowiedzieli nieuznanie wyników wyborów oraz władz wybranych w ich wyniku.

## Prawybory i kandydaci
W wyborach generalnych w 2009 obywatele Hondurasu wybierali prezydenta na okres 4-letniej kadencji, 128 deputowanych do Kongresu Narodowego oraz przedstawicieli do władz lokalnych.
30 listopada 2008 W Hondurasie odbyły się prawybory, w których dwie największe partie polityczne w kraju wyłoniły swoich kandydatów. Prawybory w Partii Narodowej Hondurasu (PNH) wygrał jej przewodniczący i kandydat w wyborach w 2005, Porfirio Lobo Sosa, uzyskując większość 78% głosów i zdecydowanie pokonując pozostałych kandydatów.
W prawyborach Partii Liberalnej Hondurasu (PLH) zwycięstwo odniósł Mauricio Villeda, zdobywając 54% głosów i pokonując m.in. przewodniczącego parlamentu, Roberto Michelettiego, który uzyskał 26% głosów. Villeda wziął udział w prawyborach niejako w zastępstwie Elvina Santosa, wiceprezydenta Hondurasu, któremu we wrześniu 2008 Najwyższy Trybunał Wyborczy (TSE) zakazał udziału w prawyborach z powodu pełnionej przez niego w przeszłości funkcji p.o. prezydenta w czasie nieobecności w kraju prezydenta Zelayi. W grudniu 2008 Santos zrezygnował ze stanowiska wiceprezydenta, a Villeda wycofał się ze startu w wyborach na jego rzecz. W lutym 2009 Kongres Narodowy ostatecznie zezwolił Santosowi na udział w wyborach prezydenckich jako kandydatowi Partii Liberalnej.

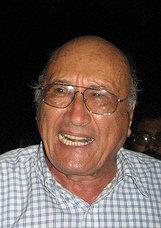
Carlos Humberto Reyes

W lipcu 2009 udział w wyborach, jako kandydat niezależny, ogłosił Carlos Humberto Reyes, lider związków zawodowych i działacz Narodowego Frontu Oporu, koalicji organizacji społecznych opowiadających za przywróceniem Manuela Zelayi na stanowisko prezydenta po zamachu stanu.
29 maja 2009 Najwyższy Trybunał Wyborczy ogłosił organizację wyborów w dniu 29 listopada 2009. 7 sierpnia 2009 trybunał ogłosił ostateczną listę 6 kandydatów zarejestrowanych do udziału w wyborach prezydenckich:
- Porfirio Lobo Sosa – Partia Narodowa Hondurasu (PNH, Partido Nacional de Honduras)
- Elvin Santos – Partia Liberalna Hondurasu (PLH, Partido Liberal de Honduras)
- César Ham – Unificación Democrática (UD)
- Bernard Martínez Valerio – Partia Odnowy Narodowej i Jedności (PINU, Partido Innovación y Unidad)
- Felicito Ávila – Partia Demokratyczno-Chrześcijańska Hondurasu (DC, Partido Demócrata Cristiano de Honduras)
- Carlos Humberto Reyes – kandydat niezależny – wycofał się

## Organizacja wyborów a zamach stanu

### Sytuacja polityczna przed wyborami

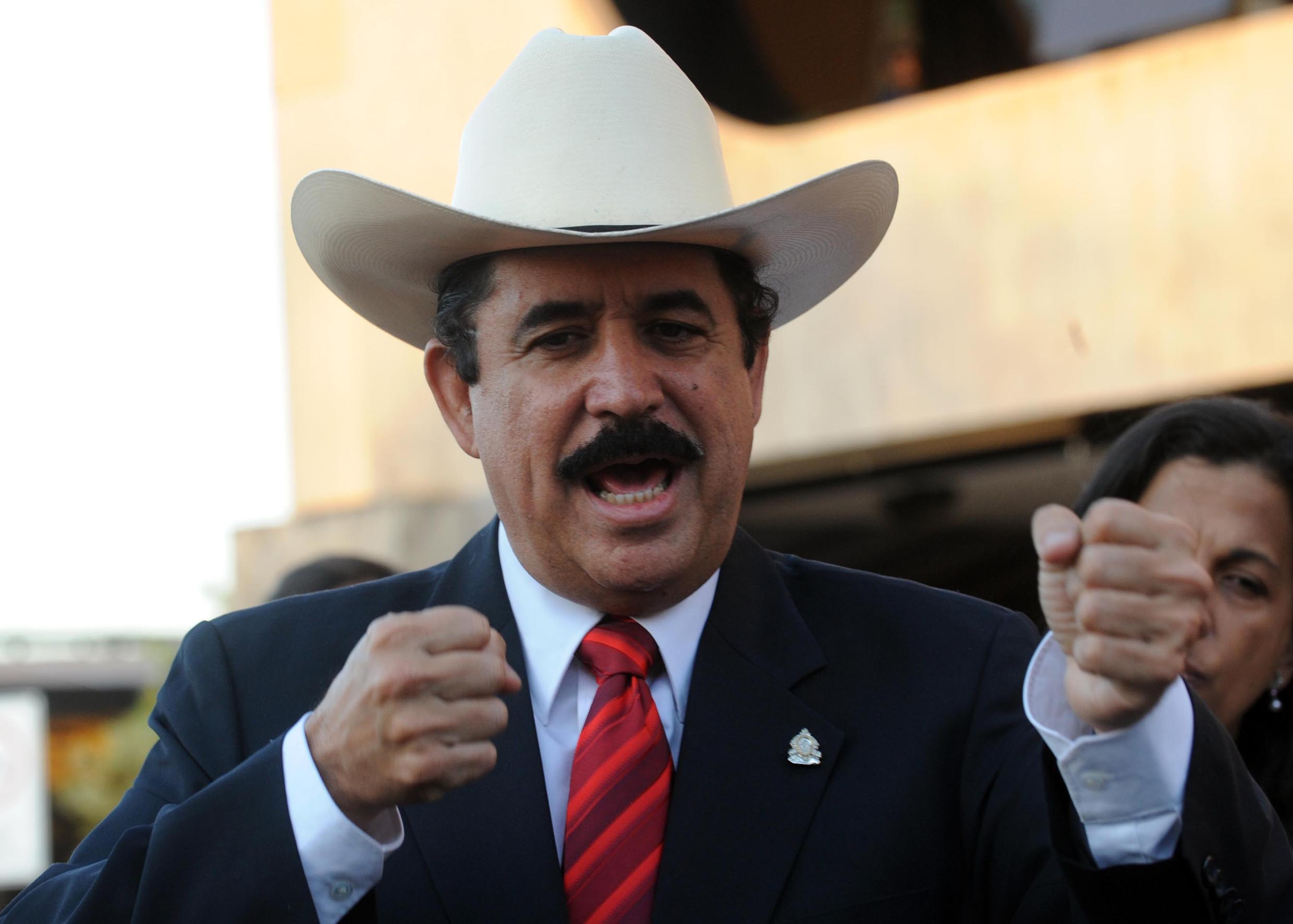
Manuel Zelaya, sierpień 2009

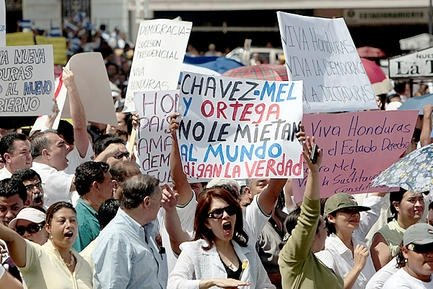
Protesty w Hondurasie

28 czerwca 2009 w Hondurasie doszło do wojskowego zamachu stanu, po tym jak urzędujący prezydent Manuel Zelaya ogłosił przeprowadzenie niewiążącego referendum w sprawie zwołania Zgromadzenia Konstytucyjnego, celem wprowadzenia poprawek do ustawy zasadniczej dopuszczających reelekcję głowy państwa. Planom prezydenta sprzeciwił się parlament, Sąd Najwyższy i wojsko, które aresztowało go i przetransportowało samolotem do Kostaryki. Władzę w kraju, jako p.o. prezydenta, objął dotychczasowy przewodniczący parlamentu, Roberto Micheletti. Zamach stanu został zgodnie potępiony przez społeczność międzynarodową i wywołał protesty społeczne w kraju. W negocjacje polityczne, mające na celu zakończenie kryzysu politycznego, zaangażowała się OPA oraz prezydent Kostaryki Oscar Arias. W lipcu 2009 przedstawił on Zelayi i Michelettiemi projekt porozumienia, tzw. Porozumienie z San José, które przewidywało m.in. przywrócenie na stanowisko prezydenta Manuela Zelayi, utworzenie wspólnego rządu jedności narodowej, a także przeniesienie wyborów prezydenckich z listopada na październik 2009 oraz przekazanie przez prezydenta dowództwa nad siłami zbrojnymi Najwyższemu Trybunałowi Wyborczemu na miesiąc przed wyborami w celu zagwarantowania przejrzystości głosowania.
Porozumienie zostało jednak odrzucone przez rząd tymczasowy, który nie zgadzał się na powrót Zelayi do władzy. Przeciągający się kryzys polityczny stanowił zagrożenie dla sprawnej organizacji wyborów oraz stawiał pod znakiem zapytania ich wiarygodność, a w związku z tym legitymizację przyszłych władz w kraju i zagranicą. Społeczność międzynarodowa wezwała rząd tymczasowy do akceptacji porozumienia z San José, grożąc w przeciwnym razie sankcjami gospodarczymi i politycznymi, w tym nieuznaniem wyników wyborów. Mercosur już 24 lipca 2009 zadeklarował, że nie uzna wyników jakichkolwiek wyborów zorganizowanych przez rząd tymczasowy. Podobne stanowisko wyraziła prezydent Argentyny Cristina Fernández de Kirchner. 10 sierpnia 2009 UNASUR zadeklarowała, że nie uzna wyników wyborów, jeśli u władzy pozostanie rząd Michelettiego. 17 sierpnia 2009 prezydent Meksyku Felipe Calderón oraz prezydent Brazylii Luiz Inácio Lula da Silva wydali wspólnie podobne oświadczenie. 3 września sekretarz generalny OPA, José Miguel Insulza, stwierdził, że warunki panujące w Hondurasie nie są odpowiednie dla organizacji w listopadzie wyborów prezydenckich. Dodał, że najlepszym sposobem na wyjście z impasu jest zaakceptowanie Porozumienia z San Jose. Tego samego dnia sekretarz stanu USA, Hillary Clinton, w czasie spotkania z Manuelem Zelayą, ogłosiła wstrzymanie pomocy finansowej dla Hondurasu w wysokości 30 mln USD. Oświadczyła również, że Stany Zjednoczone nie uznają wyników wyborów prezydenckich, organizowanych przez rząd tymczasowy. 25 sierpnia Roberto Micheletti stwierdził jednak, że Honduras „nie obawia się żadnego embarga” i przetrwa wszelkie sankcje. Zadeklarował, że rząd przeprowadzi wybory prezydenckie w listopadzie, bez względu na to czy ich wyniki zostaną uznane przez inne państwa.

### Początek kampanii wyborczej i jej przebieg
29 sierpnia 2009 w Hondurasie rozpoczęła się kampania wyborcza. Zwolennicy prezydenta Zelayi wezwali do bojkotu wyborów, a OPA oznajmiła, iż nie uzna ich wyników. Jeden z niezależnych kandydatów, Carlos Reyes, ogłosił, że wycofa swoją kandydaturę, jeśli wcześniej nie zostanie przywrócony porządek konstytucyjny. Lewicowy kandydat, César Ham, zagroził, że może uczynić podobnie. Dwaj główni kandydaci, Porfirio Lobo Sosa z Partii Narodowej oraz Elvin Santos z Partii Liberalnej, uznali wybory za zgodne z prawem, jako że zostały ogłoszone przez trybunał wyborczy 29 maja 2009, a więc miesiąc przed dokonaniem zamachu stanu. 16 września 2009 czterej kandydaci, Lobo Sosa, Santos, Ham oraz Bernard Martinez, w czasie spotkania z prezydentem Ariasem, wyrazili poparcie dla przedstawionego przez niego porozumienia, nie wezwali jednak bezpośrednio rządu tymczasowego do jego przyjęcia. Kampania wyborca w Hondurasie pozostawała w cieniu toczącego się konfliktu politycznego.
21 września 2009 kryzys w Hondurasie uległ zaostrzeniu, po tym jak prezydent Zelaya nieoczekiwanie powrócił do Tegucigalpy i schronił się w ambasadzie Brazylii. 24 września 2009 ONZ zawiesiła wsparcie dla Hondurasu i pomoc w organizacji wyborów prezydenckich, stwierdzając, że zaistniała sytuacja uniemożliwia ich przeprowadzenie w sposób wiarygodny. Na początku października 2009 rząd tymczasowy, w obliczu zbliżającej się daty wyborów i pod naporem międzynarodowym, zgodził się rozpocząć ponowne rozmowy negocjacyjne z przedstawicielami Zelayi. 29 października 2009, po długich negocjacjach, strony podpisały porozumienie. Roberto Micheletti zaakceptował powrót Zelayi na stanowisko prezydenta i utworzenie wspólnego rządu w zamian za rezygnację przez Zelayę z planów zmiany konstytucji. Obie strony zgodziły się uznać wynik wyborów z 29 listopada 2009 oraz przekazać kontrolę nad wojskiem Najwyższemu Trybunałowi Wyborczemu. Porozumienie musiało zostać zatwierdzone przez parlament oraz zaopiniowane przez Sąd Najwyższy (opinia niewiążąca).
28 listopada 2009, kandydat Partii Liberalnej, Elvin Santos zapowiedział wystąpienie Hondurasu z ALBA w przypadku jego wygranej w wyborach.

### Kwestia legitymizacji i uznania międzynarodowego wyborów
Zawarta ugoda otwierała drogę do sprawnego przeprowadzenia wyborów i uznania ich przez społeczność międzynarodową. Implementacja postanowień porozumienia okazała się jednak trudna. Micheletti jednostronnie mianował nowy rząd, po tym jak Zelaya odmówił nominowania do niego swoich przedstawicieli z powodu odłożenia w czasie przez parlament decyzji w sprawie jego przywrócenia. Z tego powodu 6 listopada 2009 ponownie wezwał obywateli do bojkotu wyborów. Rządy państw europejskich i latynoamerykańskich zapowiedziały uznanie wyników wyborów tylko w przypadku wcześniejszego powrotu Zelayi na urząd prezydenta. Stany Zjednoczone ogłosiły natomiast uznanie wyborów, niezależnie od tego, kto będzie zajmował stanowisko szefa państwa.
9 listopada 2009 Carlos Humberto Reyes, kandydat niezależny, lecz związany z Narodowym Frontem Oporu, ogłosił wycofanie swojej kandydatury, sprzeciwiając się tym legitymizacji zamachu stanu i „nieuczciwym wyborom”.
17 listopada 2009 Kongres Narodowy postanowił podjąć decyzję w sprawie Zelayi w dniu 2 grudnia 2009, a więc już po wyborach generalnych. Według komentatorów na decyzję tę miał wpływ fakt ubiegania się o reelekcję przez wielu parlamentarzystów, a w związku z tym ich niechęć przed zajęciem określonego stanowiska w tej sprawie w obawie przed reakcją spolaryzowanego społeczeństwa. Zelaya wyraził żal, że główne partie polityczne i główni kandydaci w wyborach prezydenckich nie przywiązują większej wagi do faktu dokonania zamachu stanu i nie zabierają głosu w tej sprawie. Powiedział, że sytuacja wygląda tak, „jakby do zamachu stanu doszło na Marsie”. W dzień po ogłoszeniu decyzji parlamentu, Stany Zjednoczone ogłosiły utrzymanie swojego poparcia i uznania dla organizacji wyborów. Warunkiem wystarczającym było dla nich samo zawarcie porozumienia przez dwie strony, niezależnie od daty przywrócenia Zelayi na stanowisko. USA stwierdziły, że nikt nie może odbierać obywatelom Hondurasu prawa wyboru swoich władz. Podkreśliły, że Hondurasowi potrzeba przede wszystkim spokoju. Zapowiedziały jednocześnie kontynuowanie wysiłków na rzecz implementacji postanowień porozumienia. W tym samym czasie Argentyna i Brazylia oświadczyły, że nie uznają wyników wyborów, jeśli wcześniej nie dojdzie do przywrócenia Zelayi na stanowisko prezydenta. Stwierdziły, że w przeciwnym wypadku organizacja wyborów będzie oznaczać ustanowienie „bardzo niebezpiecznego precedensu”. Ogłosiły, że podobne stanowisko w tej sprawie zajmują także pozostałe kraje Ameryki Łacińskiej i Karaibów. Zelaya skrytykował stanowisko USA, które jego zdaniem podzieliło Amerykę. W dniach poprzedzających wybory uznanie ich wyników, oprócz USA, zapowiedziała również Panama, Kostaryka, Peru, Kolumbia, Kanada, Niemcy, Izrael i Japonia.
19 listopada 2009 Manuel Zelaya ogłosił bojkot wyborów, zakwestionował ich legalność i wezwał do przesunięcia ich terminu w celu ich uprawomocnienia. 25 listopada 2009 Roberto Micheletti, zgodnie ze swoimi wcześniejszymi zapowiedziami, zrezygnował na okres tygodnia (do 2 grudnia) z pełnienia obowiązków prezydenta w celu wzmocnienia wiarygodności procesu wyborczego i skupieniu na nim całej uwagi społeczeństwa. Zelaya skrytykował to posunięcie, określając je mianem „ordynarnego manewru”, z którego wprost wynika, że zajmowanie przez Michelettiego urzędu prezydenta „splamia proces wyborczy”.

## Sondaże wyborcze
W sondażach przedwyborczych faworytem do wygranej wydawał się być Porfirio Lobo Sosa, kandydat opozycyjnej Partii Narodowej, który wyprzedzał o drugiego Elvina Santosa z rządzącej Partii Liberalnej.
| Data             | Instytut   | Lobo Sosa | Santos | Reyes | Ham | Martínez | Ávila | Inni/niezdecydowani |
| ---------------- | ---------- | --------- | ------ | ----- | --- | -------- | ----- | ------------------- |
| 30.06–04.07.2009 | CID-Gallup | 42%       | 37%    | –     | –   | –        | –     | –                   |
| 23–29.08.2009    | COIMER/OP  | 28%       | 14%    | 12%   | 2%  | 1%       | 1%    | 41%                 |
| 13–19.10.2009    | CID-Gallup | 31%       | 21%    | 6%    | 3%  | 2%       | 2%    | 35%                 |

## Przebieg wyborów
Do udziału w wyborach uprawnionych było ok. 4,6 mln obywateli. Mieszkańcy Hondurasu wybierali prezydenta, trzech wiceprezydentów, 128 deputowanych do Zgromadzenia Narodowego, 20 deputowanych do Parlamentu Ameryki Środkowej oraz 298 burmistrzów spośród ponad 13 tys. kandydatów. W kraju i zagranicą zorganizowanych zostało ponad 5,2 tys. punktów wyborczych, w tym 6 w Stanach Zjednoczonych. Głosowanie odbyło się przy zaostrzonych środkach bezpieczeństwa. Na terenie całego kraju rozlokowanych było prawie 30 tys. sił policji i wojska. 28 listopada kilkaset tysięcy przeciwników wyborów zorganizowało protest w mieście San Pedro Sula, który został rozpędzony przez służby porządkowe przy użyciu gazu łzawiącego
Wybory były monitorowane przez 580 obserwatorów, większość z nich pochodziła z USA. Do monitorowania przebiegu wyborów swoich obserwatorów nie przysłała OPA, UE, ani ONZ.

## Wyniki wyborów i reakcje
Oficjalne wyniki wyborów zostały opublikowane dopiero 21 grudnia 2009. Wybory prezydenckie wygrał Porfirio Lobo Sosa, który uzyskał 56,56% głosów poparcia, wyprzedzając głównego rywala, Elvina Santosa (38,09%). Frekwencja wyborcza wyniosła ok. 50%. Już 29 listopada 2009, tuż po zakończeniu głosowania, Lobo Sosa ogłosił swoje zwycięstwo, a Santos uznał porażkę, stwierdzając, że „zwycięzcą tych wyborów została demokracja”.
Lobo Sosa zapowiedział podjęcie starań na rzecz przekonania społeczności międzynarodowej do uznania wyników wyborów, gdyż, jak stwierdził, odzwierciedliły one dokładnie wolę obywateli. Powiedział, że Honduras zadecydował o własnej przyszłości i zakończeniu kryzysu, który dotknął wszystkich i zrujnował najuboższych. Podkreślił, że wybory zostały ogłoszone jeszcze przed dokonaniem zamachu, a poprzez nieuznawanie ich wyników świat „każe” honduraski naród, który poszedł do urn, jak czyni to co cztery lata i nie miał nic wspólnego z zamachem. Zaapelował o jedność kraju, zapowiedział stworzenie rządu jedności narodowej i pojednania, podkreślając, że „nie ma więcej czasu na podziały”.
Manuel Zelaya raz jeszcze uznał organizację wyborów za nielegalną. Stwierdził, że władze zawyżyły frekwencję wyborczą w celu podniesienia ich wiarygodności, a Lobo Sosa będzie słabym przywódcą, bez uznania wśród obywateli i większości państw. Oznajmił, że wybory niczego nie zmieniły, a tylko spotęgowały kryzys polityczny. Zapowiedział również, że nie powróci na stanowisko prezydenta, nawet przypadku przywrócenia go do władzy przez parlament, gdyż nie zamierza legitymizować oszustwa, ani legitymizować czy wybielać zamachu stanu.
Stany Zjednoczone, które zapowiedziały uznanie wyników wyborów, uznały je za „ważny krok naprzód”, podkreśliły jednak, że do przywrócenia demokratycznego i konstytucyjnego porządku pozostaje jeszcze wiele pracy do wykonania. Oprócz Stanów Zjednoczonych i wspomnianych wcześniej Kanady, Niemiec, Izraela i Japonii, z państw spoza Ameryki Łacińskiej, za uznaniem wyborów w Hondurasie opowiedziały się Francja, Czechy oraz Polska.
Prezydent Brazylii, Luiz Inacio Lula da Silva raz jeszcze skrytykował organizację wyborów, mówiąc, że odwrotna reakcja mogłaby zachęcić innych „poszukiwaczy przygód” do dokonywania nowych przewrotów w Ameryce Łacińskiej. Prezydent Wenezueli, Hugo Chávez określił natomiast wybory mianem „farsy wyborczej”. 1 grudnia 2009, w czasie szczytu Ibero-Amerykańskiego w Portugalii, kraje Półwyspu Iberyjskiego i Ameryki Łacińskiej wydały wspólne oświadczenie, w którym wezwały do przywrócenia Zelayi na stanowisko szefa państwa, określając je „fundamentalnym krokiem” dla powrotu demokracji do Hondurasu. Nie zdołały jednak wypracować wspólnego stanowiska w stosunku do wyborów w tym kraju. Przeciw uznawaniu ich wyników opowiedzieli się przywódcy Hiszpanii, Portugalii, Brazylii, Argentyny, Chile, Meksyku, Wenezueli, Boliwii, Ekwadoru, Paragwaju, Urugwaju, Kuby, Gwatemali i Nikaragui. Za uznaniem prawomocności wyborów optowali przedstawiciele Peru, Kolumbii, Panamy i Kostaryki.
1 grudnia 2009 sekretarz generalny OPA, José Miguel Insulza, stwierdził, że jest otwarty na dialog z Porfirio Lobo Sosą. Oznajmił, iż działanie prezydenta elekta będzie kluczowe dla uznania jego przyszłego rządu. Dodał, że OPA zajmie stanowisko co do sytuacji w Hondurasie po 2 grudnia (decyzja parlamentu w sprawie Zelayi), podkreślił jednak, że fundamentalną sprawą pozostaje przywrócenie Manuela Zelayi na stanowisko prezydenta.
     Honduras
     Państwa uznające prawomocność wyborów
     Państwa nieuznające wyborów
     Pozostałe państwa
- Wyniki wyborów prezydenckich

| Kandydat – Partia polityczna | Kandydat – Partia polityczna    | Liczba głosów       | %      |
| ---------------------------- | ------------------------------- | ------------------- | ------ |
|                              | Porfirio Lobo Sosa (PNH)        | 1 213 695           | 56,56% |
|                              | Elvin Santos (PLH)              | 817 524             | 38,09% |
|                              | Bernard Martínez Valerio (PINU) | 39 960              | 1,86%  |
|                              | Felicito Ávila (DC)             | 38 413              | 1,79%  |
|                              | César Ham (UD)                  | 36 420              | 1,70%  |
| Głosy nieważne               | Głosy nieważne                  | 153 620             |        |
| Razem                        | Razem                           | 2 298 080 (ok. 50%) | 100%   |
| Źródło: .                    |                                 |                     |        |

- Wyniki wyborów parlamentarnych

Uznanie międzynarodowe wyborów w Hondurasie
Honduras
Państwa uznające prawomocność wyborów
Państwa nieuznające wyborów
Pozostałe państwa

W wyborach parlamentarnych zwycięstwo odniosła Partia Narowowa Hondurasu, która zdobyła 71 mandatów w Kongresie Narodowym. Drugie miejsce zajęła dotychczas rządząca Partia Liberalna Hondurasu, uzyskując 45 miejsc w parlamencie.
| Partia polityczna | Partia polityczna                                  | Liczba mandatów | +/− |
| ----------------- | -------------------------------------------------- | --------------- | --- |
|                   | Partia Narodowa Hondurasu (PNH)                    | 71              | +16 |
|                   | Partia Liberalna Hondurasu (PLH)                   | 45              | -17 |
|                   | Partia Demokratyczno-Chrześcijańska Hondurasu (DC) | 5               | +1  |
|                   | Unificación Democrática (UD)                       | 4               | -1  |
|                   | Partia Odnowy Narodowej i Jedności (PINU)          | 3               | +1  |
| Razem             | Razem                                              | 128             | –   |
| Źródło: .         |                                                    |                 |     |